# Gerhard vom Rath
Pour les articles homonymes, voir Vom Rath.
Gerhard vom Rath (né le 20 août 1830 à Duisbourg et mort le 23 avril 1888 à Coblence) est un minéralogiste et géologue allemand.

## Biographie
Gerhard vom Rath étudie à Bonn, Genève et Berlin où il reçoit le titre de docteur en 1853. Il revient à Bonn où il commence sa carrière comme assistant au  musée minéralogique de 1856 à 1863 ; à partir de 1872 il est nommé professeur titulaire de minéralogie et de géologie. Il devient directeur, du musée de minéralogie à Bonn en 1880.
Ces deux domaines de prédilection sont la cristallographie et la géologie.
On lui doit la description de plusieurs espèces minérales notamment dans la gîtologie des roches éruptives, la tridymite, la  cristobalite, il travaille beaucoup de concert en minéralogie avec le minéralogiste français Alexis Damour. Il étudie la cristallographie de la leucite et plus généralement de la famille des feldspaths.
En géologie il étudie et décrit de nouveaux types de roche (Augite-syénite). Il publie beaucoup sur l'origine volcanique de la Rhénanie, notamment le Siebengebirge et Laacher See. En Italie : la Vénétie, la Toscane (surtout  l’île  d'Elbe), la Calabre, la Sicile, il écrit également sur la Hongrie, Norvège, la Suisse, la Transylvanie (ex-Empire d’Autriche aujourd’hui en Roumanie) le Tyrol autrichien. Il voyage également dans de nombreux pays, la Palestine, les États-Unis, le Mexique (1883). Son activité s'est également étendue à la pétrologie, il étudie les tremblements de terre et les météorites.
En plus de ces publications, on lui doit des descriptions des pays et régions qu’il a visités (paysages et étude sociologique).

## Espèces minérales décrites
- Cristobalite 1887
- Fiedlerite 1887
- Kentrolite (it) (avec Alexis Damour) 1880
- Krennerite 1877
- Marialite 1866
- Tridymite 1868
- Trippkéite (it) (avec Alexis Damour) 1880

Il existe plusieurs espèces minérales qui porte son nom la rathite (it) décrite par Baumhauer en 1898 et la rathiteIII & rathiteIV décrites en 1959 par Le Bihan.

## Publications (ordre chronologique)
- Ein Ausflug nach Kalabrien (Bonn 1871)
- Der Monzoni im südlichen Tirol (1875)
- Über den Granit (Berl. 1878)
- Über das Gold (das. 1879)
- Naturwissenschaftliche Studien. Erinnerungen an die Pariser Weltausstellung (Bonn 1879)
- Siebenbürgen (Heidelb. 1880)
- Durch Italien und Griechenland nach dem Heiligen Land, Reisebriefe (Heidelberg 1882, 2 vols.)
- Arizona (das. 1885)
- Pennsylvanien (das. 1888)
- Aus Mexiko (Barmen . 1891)
- Reisebilder aus Kalabrien (Barmen .1897)